# Decet Romanum Pontificem
Decet Romanum Pontificem (en català: Li plau al Pontífex Romà) és la butlla papal que excomunica Martí Luter. Com de costum el títol són les primeres paraules del text llatí. Va ser emesa el 3 de gener de 1521, pel Papa Lleó X.

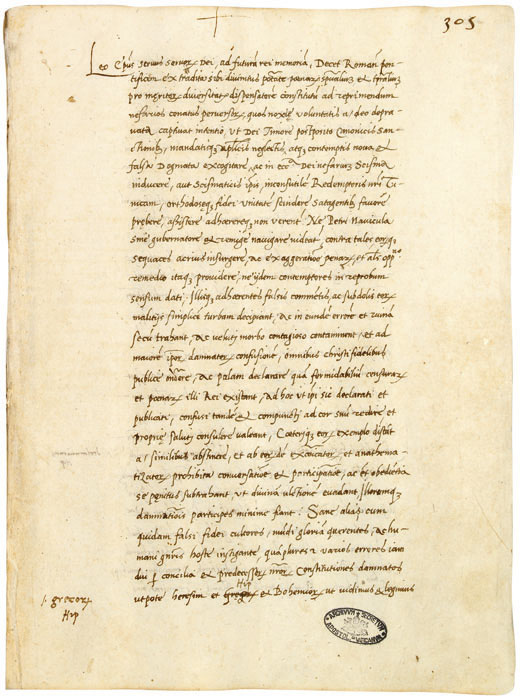
Decet Romanum Pontificem

En rebre un primer advertiment en la seva butlla anterior, Exsurge Domine (1520), Luter no només no va retractar-se, sinó que la va cremar el 10 de desembre de 1520, a Wittenberg. Davant el refús de Luter, Lleó X decidí efectuar l'excomunió amb què l'havia amenaçat.
Hi ha almenys dues altres butlles importants amb el títol Decet Romanum Pontificem: una del 23 de febrer de 1596, dictada pel Papa Climent VIII, i una del 12 març 1622, dictada pel Papa Gregori XV.
Cap al final del segle xx, al marc del diàleg entre els luterans i l'Església Catòlica Romana, es va sol·licitar l'aixecament d'aquesta excomunió, però, el Vaticà va respondre que se sol aixecar només excomunions al cas de persones que encara viuen. Roland Bainton a llibre Here I Stand after a Quarter of a Century, el pròleg d'una biografia l'edició de 1978 de la seva biografia de Luter, conclou: «Estic content que l'Església de Roma hagi permès que alguns parlin de retirar l'excomunió de Luter. Això bé podria fer-se. Mai va ser un heretge. Serà millor que pogués ser anomenat, tal com algú va expressar, 'un rebel reticent'».
Tanmateix, la rehabilitació de Luter ha estat denegada pel Vaticà: «Els rumors que el Vaticà s'hagi plantejat la rehabilitació de Martí Luter, el líder del la Reforma protestant del segle xvi, no tenen fonament», va dir el portaveu del Vaticà, el jesuïta Pare Federico Lombardi.